# Roger de Lauria (D-42)
El Roger de Lauria (D-42) fue uno de los tres destructores de la clase Oquendo pertenecientes a la Armada Española. Recibió su nombre en honor a Roger de Lauria, marino y militar de origen italiano al servicio de la Corona de Aragón.

## Diseño y construcción
Originalmente era del mismo diseño que el  Oquendo. Se inició su construcción en Ferrol, pero vistos los problemas de estabilidad que presentó, al igual que el  Marqués de la Ensenada, fue botado sin finalizar y remolcado hasta Cartagena para remodelarlo, donde fueron literalmente cortados por la mitad, en sentido longitudinal, con objeto de aumentarles la manga. Tras haber sido alargado y ensanchado, fue vuelto a botar el 2 de marzo de 1968. Además, se le mejoró el armamento y sensores al montársele equipos FRAM II estadounidenses.

## Historial
El Roger de Lauria (D-42) fue destinado junto al  Marqués de la Ensenada a la 11.ª Escuadrilla de Escoltas, con puerto base en la base naval de Ferrol junto con los destructores de clase Churruca, antiguos clase Gearing FRAM II (Fleet Rehabilitation and Modernization; Modernización y Rehabilitación de la Flota) de origen estadounidenses.
En este destructor embarcaron en Málaga los entonces príncipes de España Juan Carlos de Borbón y Borbón y Sofía de Grecia y Dinamarca el 19 de septiembre de 1970 con rumbo a Melilla, para participar en los actos conmemorativos de la Legión española.
El 9 de agosto de 1978, participó junto a las fragatas  Baleares y  Extremadura, el destructor  Lepanto, el portaaeronaves  Dédalo y el submarino estadounidense USS Shark en unos ejercicios antisubmarinos en Cartagena.

### Buques de la clase
- Oquendo
- Marqués de la Ensenada

### Listas relacionadas
- Anexo:Destructores de España